# 上床美也
上床 美也（うわとこ よしや） は、日本の物理学者。金属間化合物専攻。東京大学物性研究所教授。元日本高圧力学会会長。日本希土類学会賞受賞。

## 人物・経歴
1981年琉球大学理工学部物理科卒業。1988年広島大学大学院生物圏科学研究科環境計画科学専攻博士課程後期修了、学術博士。1989年熊本大学教養部助手。1995年熊本大学教養部講師。同年埼玉大学理学部助教授。2001年東京大学物性研究所助教授。2007年東京大学物性研究所准教授。2011年日本高圧力学会会長。2013年東京大学物性研究所教授。金属間化合物研究で国際的に高い評価を受け、2020年には日本希土類学会賞（塩川賞）を受賞した。